# Silnice II/440
Silnice II/440 je silnice II. třídy spojující Rýmařov, Moravský Beroun a Město Libavá v délce 32,032 km a v druhé větvi Potštát, Olšovec, Velká a Hranice v délce 13,059 km. Celková délka silnice je 45,091 km. Střední úsek komunikace, který propojuje obě větve, prochází vojenským újezdem Libavá, není součástí silnice II/440 a bez povolení je veřejnosti nepřístupný mimo cyklo-turistickou akci Bílý kámen.